# Панамериканский чемпионат по дзюдо 1980
Панамериканский чемпионат по дзюдо 1980 года прошёл 1-2 марта на острове Маргарита (Венесуэла) под эгидой Панамериканского союза дзюдо. Чемпионат был 12-м по счёту. Наиболее успешным было выступление команды Канады, которая завоевала 13 медалей: 9 золотых, 3 серебряные и 1 бронзовую. В чемпионате впервые участвовали женщины.

## Медалисты

### Мужчины
| Категория            | Золото                     | Серебро                                 | Бронза                                                       |
| -------------------- | -------------------------- | --------------------------------------- | ------------------------------------------------------------ |
| до 60 кг             | Фил Такахаси · Канада      | Рафаэль де ла Вега · Мексика            | Густаво Барруэкос · Куба Карлос Лубэ · Пуэрто-Рико           |
| до 65 кг             | Луис Онмура · Бразилия     | Омар Абдала · Аргентина                 | Гильермо · Куба Батч Слоун · Канада                          |
| до 71 кг             | Анельсон Гуэрра · Бразилия | Алайн Кир · Канада                      | Андрес Пуэнтес · Мексика Анджело Руис · Пуэрто-Рико          |
| до 78 кг             | Дельмо Баптиста · Бразилия | Радамес Лора · Доминиканская Республика | Луис Дуартэ · Венесуэла Хорхе Варди · Аргентина              |
| до 86 кг             | Валтер Кармона · Бразилия  | Гектор Эстевес · Пуэрто-Рико            | Фернандос Портес · Мексика Эдуардо Барриэнтос · Чили         |
| до 95 кг             | Том Гринвэй · Канада       | Роберто Кобас · Куба                    | Альберто де ла Роса · Венесуэла Серхио Коморники · Аргентина |
| свыше 95 кг          | Джозеф Мэли · Канада       | Освальдо Симоэс · Бразилия              | Гонсало Брицено · Венесуэла Хорхе Портелли · Аргентина       |
| Абсолютная категория | Валтер Кармона · Бразилия  | Том Гринвэй · Канада                    | Роберто Кобас · Куба Гектор Эстевес · Пуэрто-Рико            |

### Женщины
| Категория            | Золото                        | Серебро                      | Бронза                                                |
| -------------------- | ----------------------------- | ---------------------------- | ----------------------------------------------------- |
| до 43 кг             | Бетсабет Эрнандес · Венесуэла | Тина Такахаси · Канада       | Моника Проано · Эквадор                               |
| до 47 кг             | Дэнис Тивирдж · Канада        | Соня Карабайо · Эквадор      | Берта Осуна · Венесуэла Жаклин Родригес · Пуэрто-Рико |
| до 52 кг             | Кэти Шэффилд · Канада         | Мэри Рукс · Венесуэла        | Марция Коэлло · Эквадор                               |
| до 58 кг             | Сьюзан Ульрих · Канада        | Наташа, Эрнандес · Венесуэла | Россина Цианелли · Чили Мария Риверо · Пуэрто-Рико    |
| до 65 кг             | Лорейн Метот · Канада         | Юлли Навас · Венесуэла       | Вильма Цианелли · Чили Марция Квинонсес · Эквадор     |
| до 73 кг             | Эндри Барретте · Канада       | Ивек Мата · Венесуэла        | —                                                     |
| свыше 73 кг          | Ана Бланко · Венесуэла        | Ана Моралес · Пуэрто-Рико    | Соня Бланко · Эквадор                                 |
| Абсолютная категория | Лорейн Метот · Канада         | —                            | —                                                     |

## Медальный зачёт
*   Принимающая страна (Венесуэла)
| Место           | Страна                   | Золото | Серебро | Бронза | Всего |
| --------------- | ------------------------ | ------ | ------- | ------ | ----- |
| 1               | Канада                   | 9      | 3       | 1      | 13    |
| 2               | Бразилия                 | 5      | 1       | 0      | 6     |
| 3               | Венесуэла*               | 2      | 4       | 4      | 10    |
| 4               | Пуэрто-Рико              | 0      | 2       | 5      | 7     |
| 5               | Эквадор                  | 0      | 1       | 4      | 5     |
| 6               | Аргентина                | 0      | 1       | 3      | 4     |
| 6               | Куба                     | 0      | 1       | 3      | 4     |
| 8               | Мексика                  | 0      | 1       | 2      | 3     |
| 9               | Доминиканская Республика | 0      | 1       | 0      | 1     |
| 10              | Чили                     | 0      | 0       | 3      | 3     |
| Всего стран: 10 | Всего стран: 10          | 16     | 15      | 25     | 56    |